# Ursule (gmina Sjenica)
Ursule (cyr. Урсуле) – wieś w Serbii, w okręgu zlatiborskim, w gminie Sjenica. W 2011 roku liczyła 335 mieszkańców.